# Gerhard Breitenberger (Fußballspieler, 1954)
Gerhard Breitenberger (* 14. Oktober 1954) ist ein ehemaliger österreichischer Fußballnationalspieler aus Golling an der Salzach.

## Karriere
Gerhard Breitenberger ging in seinem Heimatort in die Volks- und Hauptschule. Seine Berufsausbildung erhielt er in der Fachschule für Maschinenbau in Hallein. Er gab sein Bundesligadebüt in der Saison 1974/75 für den SK VÖEST Linz. 1976/77 mauserte sich der Verteidiger zum absoluten Stammspieler, bestritt alle Saisonspiele für die Linzer und debütierte zudem am 15. Dezember 1976 in der österreichischen Nationalmannschaft beim 3:1-Sieg über Israel in Tel Aviv. Er qualifizierte sich erfolgreich mit dem Nationalteam für die Weltmeisterschaft 1978 in Argentinien, kam dort selbst bei den ersten vier Spielen zum Einsatz, darunter Siege gegen Spanien und Schweden. 
Nach der Weltmeisterschaft nahm Gerhard Breitenberger ein Angebot des belgischen Zweitligisten KRC Mechelen an, kehrte aber nach nur wenigen Monaten nach Österreich zurück und ging zur Salzburger Austria. Hier blieb Breitenberger sesshaft, spielte bis 1984/85 in der 1. Division. Größte Erfolge auf Vereinsebene waren das Erreichen des ÖFB-Cupfinales 1980 und 1981, beide gingen aber – wie auch bereits 1978 mit VÖEST – knapp verloren.
Im Spieljahr 1986/87 kam es zu einem Engagement beim FC Mölltal in der Kärntner Landesliga, wo Günter Kronsteiner als guter Freund Breitenbergers Spielertrainer war.
Gerhard Breitenberger lebt heute in Salzburg.
Sein Sohn Gerhard Breitenberger war ebenfalls Fußballprofi.

## Erfolge
- 3 × Österreichischer Cupfinalist: 1978, 1980, 1981
- Teilnahme Weltmeisterschaft 1978: 7. Platz
- 15 Länderspiele für die österreichische Fußballnationalmannschaft von 1976 bis 1978